# Verfassungsrecht
Als Verfassungsrecht wird in der allgemeinen Staatslehre, Politikwissenschaft und Verfassungsvergleichung die Lehre von den rechtlichen Grundlagen eines Staates beziehungsweise von Staaten untereinander bezeichnet. Hierzu zählt vor allem die Lehre von der Organisation des Staates. Regelmäßig sind die verfassungsrechtlichen Grundlagen in einer Verfassungsurkunde (Verfassung im formellen Sinne) niedergelegt; als Staat ohne geschriebene Verfassung, d. h. lediglich mit einer Verfassung im materiellen Sinn, ist das Vereinigte Königreich zu nennen. Vornehmlich in den Ländern des deutschen Rechtskreises wird zwischen Staatsrecht im Allgemeinen und Verfassungsrecht im Besonderen unterschieden (siehe die Abgrenzung von Staatsrecht und Verfassungsrecht).

## Einzeldarstellungen
- Deutschland: Staatsrecht (Deutschland)
- Österreich: Bundesverfassung (Österreich) bzw. Landesverfassung (Österreich)
- Schweiz: Staatsrecht (Schweiz)
- Vereinigte Staaten von Amerika: Verfassungsrecht (Vereinigte Staaten)